# برايان بيرش
برايان بيرش (بالإنجليزية: Brian Birch)‏ (9 أبريل 1938 في المملكة المتحدة - ) هو لاعب كرة قدم بريطاني في مركز جناح ‏. لعب مع بولتون واندررز ونادي روتشديل.

## وصلات خارجية
- برايان بيرش على موقع قاعدة بيانات كرة القدم.إي يو (الإنجليزية)